# Tsingoni
Tsingoni é uma comuna francesa no departamento ultramarino de Mayotte. Estende-se por uma área de 34.76 km², e possui 13.934 habitantes, segundo o censo de 2018, com uma densidade de 400 hab/km².